# 1874 en santé et médecine
| Années de la santé et de la médecine : 1871 - 1872 - 1873 - 1874 - 1875 - 1876 - 1877    |
| Décennies de la santé et de la médecine : 1840 - 1850 - 1860 - 1870 - 1880 - 1890 - 1900 |

Cet article présente les faits marquants de l'année 1874 en santé et médecine.

## Événements
France

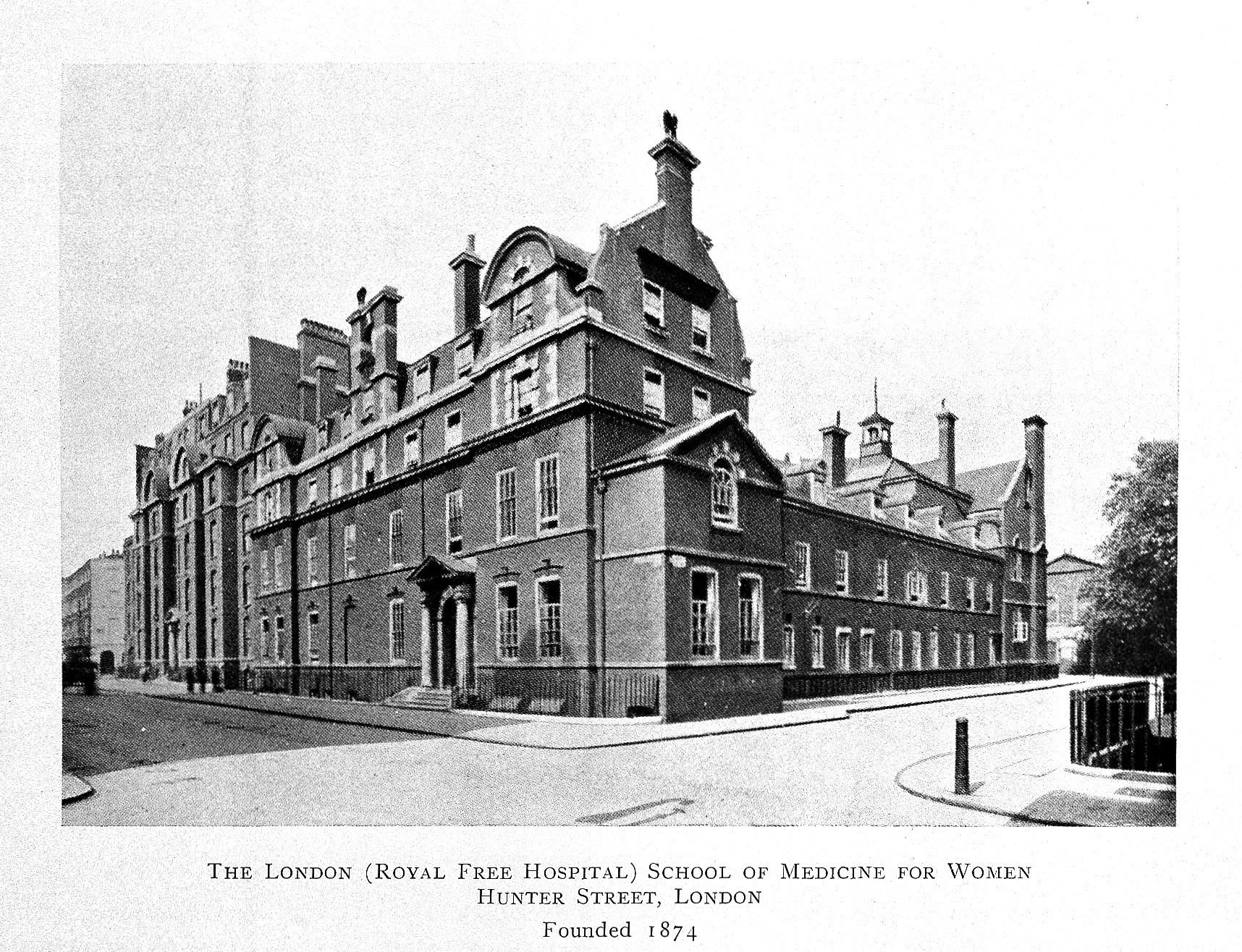
London School of Medicine for Women, Hunter Street

- 24 avril : Jules Ferry inaugure  la Faculté mixte de médecine et de pharmacie de Lille[1].
- 23 décembre : en France, loi relative à la protection des enfants du premier âge, en particulier des nourrissons[2].
- La Société Française de médecine légale est reconnue d'utilité publique[3].
- Alphonse Laveran (1845-1922) obtient son agrégation de médecine[4].
- Alexandre Lacassagne (1843-1924) obtient la Chaire d’hygiène et de médecine légale du Val de Grâce[5].

Allemagne
- Emil Adolf von Behring (1854-1917) entre à l’École de médecine militaire de Berlin (en allemand : Kaiser-Wilhelm-Akademie für das militärärztliche Wesen)[6].

Empire austro-hongrois
- Othmar Zeidler (en) (1850-1911) découvre la DDT[7].

Angleterre
- Fondation de la London School of Medicine for Women[8].

États-Unis
- 22 juin : Andrew Taylor Still (1828-1917) crée l'ostéopathie[9],[Note 1].

## Publications
- Gustave Le Bon (1841-1931) : La vie, physiologie humaine appliquée à l'hygiène et à la médecine[10].
- Theodor Billroth (1829-1894) : Untersuchungen über die vegetationsformen von coccobacteria septica und den antheil, welchen sie an der entstehung und verbreitung der accidentellen wundkrankheiten haben (Études sur les formes végétatives des coccobactéries septiques et leur rôle dans le développement et la propagation des maladies des plaies accidentelles)[11],[12].
- Wilhelm Wundt (1832-1920) : Grundzüge der physiologischen Psychologie (« Principes de psychologie physiologique »[13], une description minutieuse du système nerveux, de sa nature, sa structure et son fonctionnement.

## Prix
- Médaille Copley : Louis Pasteur (1822-1895).

## Naissances
- 16 mai : Eugène Osty (mort en 1938), médecin chercheur en parapsychologie français.
- 18 mai : Madeleine Pelletier (morte en 1939), psychiatre et féministe française.
- 30 mai : Ernest Duchesne (mort en 1912), médecin français.
- 5 juillet : Eugen Fischer (mort en 1967), médecin, généticien, anthropologue et universitaire allemand.
- 29 novembre : Egas Moniz (mort en 1955), neurologue portugais prix Nobel de physiologie ou médecine en 1949.
- 8 décembre : Ernst Moro (mort en  1951), médecin et pédiatre autrichien.

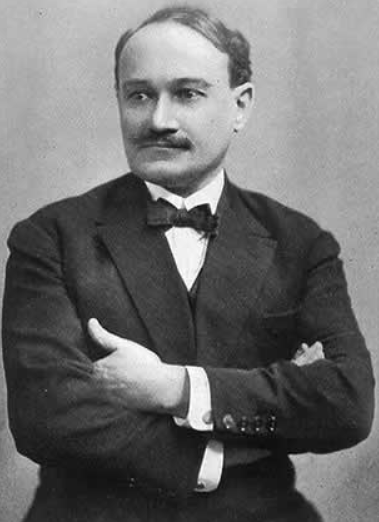
Eugène Osty
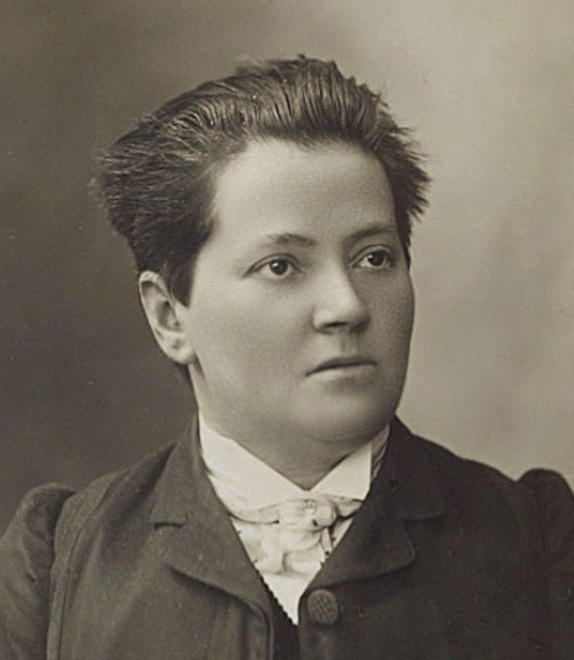
Madeleine Pelletier
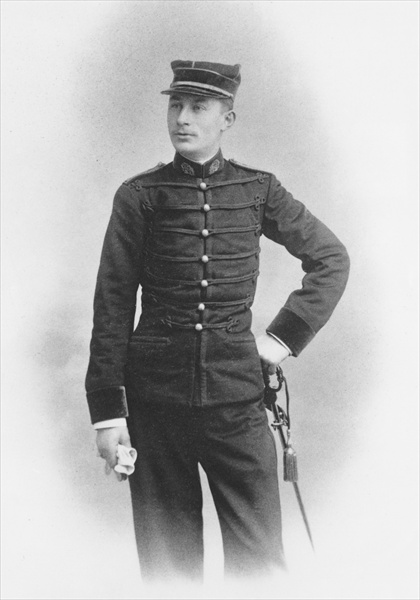
Ernest Duchesne
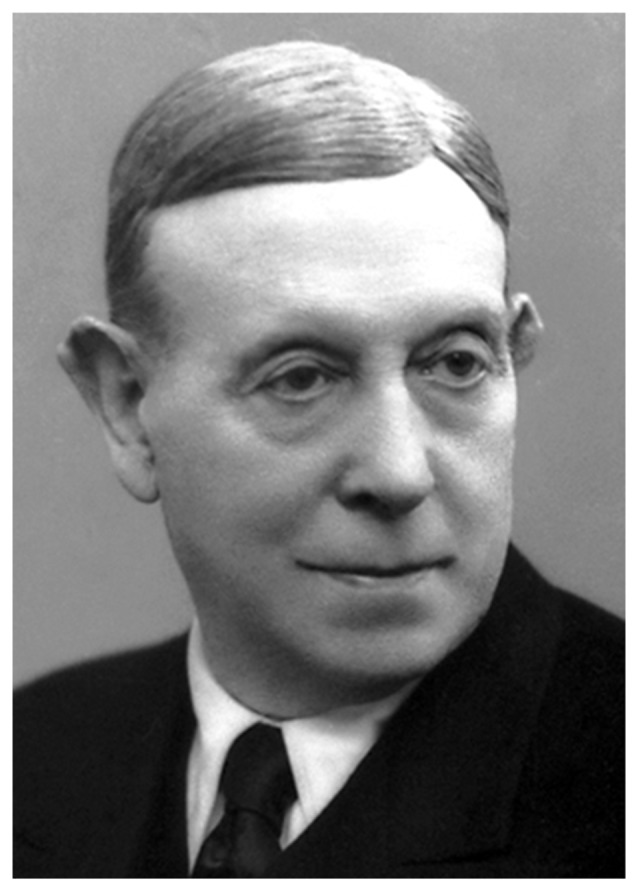
Egas Moniz
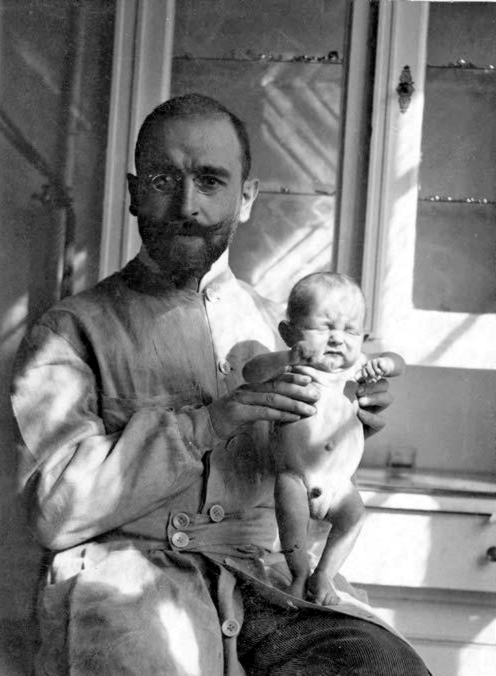
Ernst Moro

## Décès
- 10 mars : Jean Cruveilhier (né en 1791), médecin, chirurgien, anatomiste et pathologiste français.
- 5 juin : François Désiré Roulin (né en 1796), médecin, illustrateur et naturaliste français.
- 4 septembre : Jeffries Wyman (né en 1814), médecin, anthropologue et naturaliste américain.
- 15 novembre : Giuseppe Gabriel Balsamo-Crivelli (né en 1800), médecin et naturaliste italien.

Date indéterminée
- Pascal Monard (né en 1795), chirurgien militaire et botaniste français.

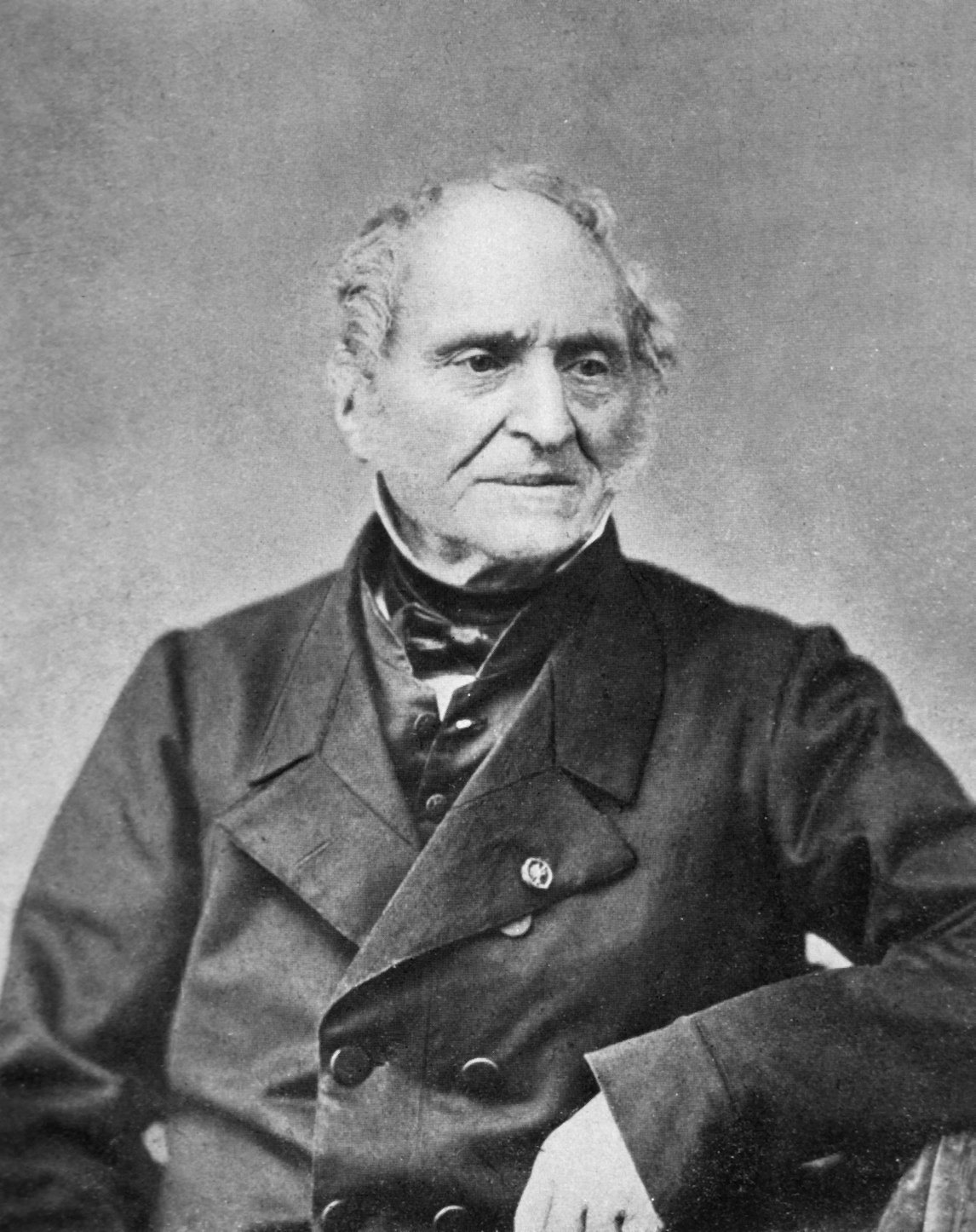
Jean Cruveilhier
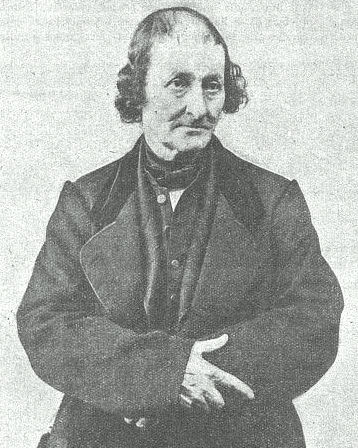
François Désiré Roulin
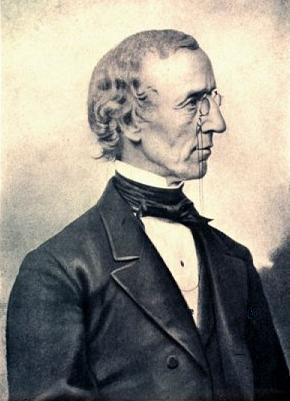
Jeffries Wyman